# Римський-Корсаков (фільм)
«Римський-Корсаков» (рос. «Римский-Корсаков») — російський радянський біографічний фільм про композитора Римського-Корсакова. Належить до галереї костюмно-історичних біографічних картин післявоєнного кінематографа СРСР: «Адмірал Нахімов», «Олександр Попов», «Жуковський», «Мусоргський», «Академік Іван Павлов» і ряду інших. Фільм брав участь в основному конкурсі Венеціанського кінофестивалю.

## Зміст
Історія творчих успіхів композитора Римського-Корсакова. Його нову оперу відкидає театр під патронатом імператорського дому. Тоді композитор звертається до мецената Сави Мамонтова, який утримує приватний театр. Саме на його сцені всім творам Корсакова судилося знайти загальну любов і популярність.

## Відгуки
За відгуком журналу «Вогник» (1953), фільм отримав великий успіх у глядачів і широкий відгук у пресі. Однак, за оцінкою Міністерства кінематографії СРСР, стрічка містила ряд художніх та ідеологічних недоліків, серед яких першим було «непомірне перебільшення ролі Мамонтова», показаного «благодійником передового російського мистецтва». Пізніше критики стали оцінювати історико-біографічний кіноцикл кінця 1940 — початку 1950-х років скоріше негативно через його високу політизованість: 
У 1953 р. «Римський-Корсаков» нарешті з'явився в кінотеатрах. Його сусідами були «Джамбул» та «Белинський», незадовго перед ними — друга картина про Глинці. Хто пам'ятає ці фільми, той знає, що біографічний жанр переживав жорстоку кризу. Це було прямим наслідком культу особи.

## У ролях
- Григорій Бєлов — Микола Андрійович Римський-Корсаков
- Лідія Сухаревська — Надія Миколаївна Римська-Корсакова, його дружина
- Микола Черкасов — Володимир Васильович Стасов
- Олександр Борисов — Сава Мамонтов
- Віктор Хохряков — Олександр Глазунов
- Анатолій Кузнецов — Анатолій Лядов
- Олександр Огнівцев — Федір Шаляпін
- Борис Коковкін — Валентин Сєров
- Сергій Курилов — Михайло Врубель
- Лілія Гриценко — Надія Забела-Врубель, його дружина
- Лідія Драновська — Алмазова (прототип — Алевтина Михайлівна Пасхалова)
- Анатолій Вербицький — Михайлов, учень Римського-Корсакова
- Тетяна Леннікова — Марія Лебідєва, учениця Римського-Корсакова
- Агасий Бабаян — Дарьян
- Бруно Фрейндліх — Раменський (прототип — Ігор Стравинський)
- Володимир Балашов — Сергій Дягілєв
- Федір Нікітін — Великий князь Володимир Олександрович
- Тетяна Пілецька — дочка Римського-Корсакова (немає в титрах)
- Володимир Таскін — Соловйов, новий директор консерваторії (немає в титрах)
- Віктор Бірцев — Сазонов (немає в титрах)
- Лідія Штикало — Лель в епізоді з опери «Снігуронька» (немає в титрах)
- Іван Селянин — мужик на повстанні 9 січня (немає в титрах)
- Юрій Бубликов — працівник бібліотеки (немає в титрах)
- Вахтанг Туманов — виступаючий на зборах (немає в титрах)
- Євген Лебедєв — Кощій Безсмертний в епізоді з опери (немає в титрах)
- Аркадій Трусов — капітан II рангу (немає в титрах)
- Григорій Гай — епізод (немає в титрах)
- Сергій Карнович-Валуа — Гедеонов (немає в титрах)